# KPDF
KPDF — свободный просмотрщик документов формата PDF, основанный на Xpdf. С появлением KDE 3, был интегрирован в среду рабочего стола. Мог быть встроен в Konqueror с помощью KParts. С 2008 года разработка программы прекращена. Неофициально поддерживается для форка KDE 3 — TDE.
Программа была названа приложением месяца в апреле 2005 года. Начиная с KDE 4 — KPDF был заменён на Okular.

## Возможности
- Три различных способа поиска
- Лёгкий способ выделения изображений и текста с помощью прямоугольного выделения
- Выбор цвета текста и фона по умолчанию, подобно CSS
- Возможность добавления страниц в закладки
- Позволяет проговаривать текст с помощью KTTS